# The Mercury Phoenix Trust
The Mercury Phoenix Trust jest światową organizacją zwalczającą AIDS.
Po śmierci Freddiego Mercury na AIDS w Londynie w 1991 pozostali członkowie grupy Queen oraz ich menedżer Jim Beach zorganizowali The Freddie Mercury Tribute Concert for AIDS Awareness. Dochody z koncertu zostały przeznaczone na utworzenie The Mercury Phoenix Trust. Organizacja od 1992 przekazała ponad 8 milionów funtów brytyjskich na walkę z AIDS i jest nadal aktywna od początku swojej działalności.